# 根木内
根木内（ねぎうち）は、千葉県松戸市の地名（大字）。郵便番号は270-0011。

## 地理
松戸市の北東部に位置している。字域の北方には流山市前ケ崎、柏市中新宿、南方から西方にかけては小金原、東方には柏市光ケ丘、西方には久保平賀、東平賀にそれぞれ接している。字域内には根木内城があり、北西の端を国道6号が突き抜け、中央部を旧水戸街道（県道261号）が東西に、県道57号・県道280号が南北に貫き、この2つは南端で南方向、東方向へと分かれている。

### 地価
住宅地の地価は、2014年（平成26年）1月1日の公示地価によれば、根木内字辻353番11の地点で9万6000円/m2となっている。

## 世帯数と人口
2017年（平成29年）11月1日現在の世帯数と人口は以下の通りである。
| 大字   | 世帯数    | 人口    |
| ------ | --------- | ------- |
| 根木内 | 1,953世帯 | 4,234人 |

## 小・中学校の学区
市立小・中学校に通う場合、学区は以下の通りとなる。
| 番地                             | 小学校               | 中学校               |
| -------------------------------- | -------------------- | -------------------- |
| 1～25番地 57～65番地 98～101番地 | 松戸市立小金小学校   | 松戸市立小金南中学校 |
| その他                           | 松戸市立根木内小学校 | 松戸市立根木内中学校 |

## 交通
鉄道路線は地区内には走っていない。最寄り駅はJR常磐線北小金駅。

### 道路

#### 主要地方道
- 千葉県道57号千葉鎌ケ谷松戸線

#### 一般県道
- 千葉県道261号松戸柏線（旧水戸街道）
- 千葉県道280号白井流山線

## 施設
- 松戸中央自動車学校
- 根木内歴史公園